# Кальдерон, Диего
Диего Кальдерон (исп. Diego Armando Calderón Espinoza; род. 26 октября 1986[…] или 16 октября 1986, Кито) — эквадорский футболист, защитник.

## Биография
Дебютировал за основу ЛДУ в 2005 году. В 2006 году играл в клубе «Депортиво Ансогес», после чего вернулся в ЛДУ.
В розыгрыше Кубка Либертадорес 2008, когда ЛДУ впервые в своей истории выиграл самый престижный международный турнир, Диего Кальдерон принял участие в шести матчах турнира. В финальных играх против «Флуминенсе» он включался в заявку ЛДУ, но не выходил на поле. Дело в том, что Кальдерон, блестяще проявивший себя на групповом турнире, получил травму в матчах 1/8 финала, и его успешно заменил Ренан Калье, которого уже в финальных играх тренер команды Эдгардо Бауса не рискнул поменять.
Уже на Клубном чемпионате мира 2008 Кальдерон вновь был основным игроком ЛДУ. Команда вышла в финал и достойно играла против «Манчестер Юнайтед», однако в итоге уступила с минимальным счётом.
В 2009 году Кальдерон помог своему клубу выиграть Рекопу, а в конце года — Южноамериканский кубок.
В 2011—2012 годах Диего Кальдерон выступал за сборную Эквадора. Он дебютировал за «трёхцветных» 29 мая в товарищеском матче против сборной Мексики (1:1), выйдя на замену на 80-й минуте вместо Вальтера Айови. Диего поехал вместе сборной на Кубок Америки, однако не сыграл на этом турнире ни минуты.

## Титулы
- Чемпион Эквадора (3): Ап. 2005, 2007, 2010
- Обладатель Кубка Либертадорес (1): 2008
- Обладатель Южноамериканского кубка (1): 2009
- Обладатель Рекопы (2): 2009, 2010